# 秋津村 (愛知県)
秋津村（あきつむら）は、かつて愛知県丹羽郡にあった村。
現在の江南市中心部から東部に該当する。

## 歴史
- 1889年（明治22年）10月1日 - 尾崎村、石枕村、北野村、山王村、安良村、寄木村、東大海道村、力長村、今市場村が合併し発足。
- 1906年（明治39年）5月1日 - 分割され廃止。
  - 旧･尾崎村、石枕村、北野村、山王村は、古知野町、両高屋村、旭村、和勝村、東野村及び栄村の一部と合併し、改めて古知野町が発足。
  - 旧・安良村、寄木村、東大海道村、力長村、今市場村は布袋町、栄村の一部と合併し、改めて布袋町が発足。